# Turbigo
Turbigo ist eine Gemeinde mit 7138 Einwohnern (Stand 31. Dezember 2023) in der Metropolitanstadt Mailand, Region Lombardei.
Die Nachbarorte von Turbigo sind Castano Primo, Cameri (NO), Robecchetto con Induno und Galliate (NO).

## Geschichte
Turbigo war Schauplatz der Schlacht von Turbigo, in der Viktor Emanuel II. im Sardinischen Krieg Ferencz József Gyulay besiegte, wodurch Turbigo wieder zu Italien gehörte.

## Bevölkerungsentwicklung
Turbigo zählt 3053 Privathaushalte. Zwischen 1991 und 2001 fiel die Einwohnerzahl geringfügig von 7275 auf 7225. Dies entspricht einer prozentualen Abnahme von 0,7 %.